# Na-dené
Na-dené és un grup de llengües ameríndies de l'Amèrica del Nord. El subgrup més important és l'atapascà, que inclou, entre d'altres, el navajo, l'apatxe kiowa, i l'apatxe. La major part d'elles són llengües tonals, encara que s'ha pogut provar que el to és un desenvolupament recent.
Una de les principals polèmiques històriques pel que fa a aquesta família ha estat l'estatus del haida. Edward Sapir va suggerir en 1915 que el haida havia d'incloure's en la família na-dené, no obstant això recerques posteriors mantenen la controvèrsia sobre aquest tema. Des del 2008, el grup na-dené és considerat una branca de la família dené-ienisseiana.

## Història

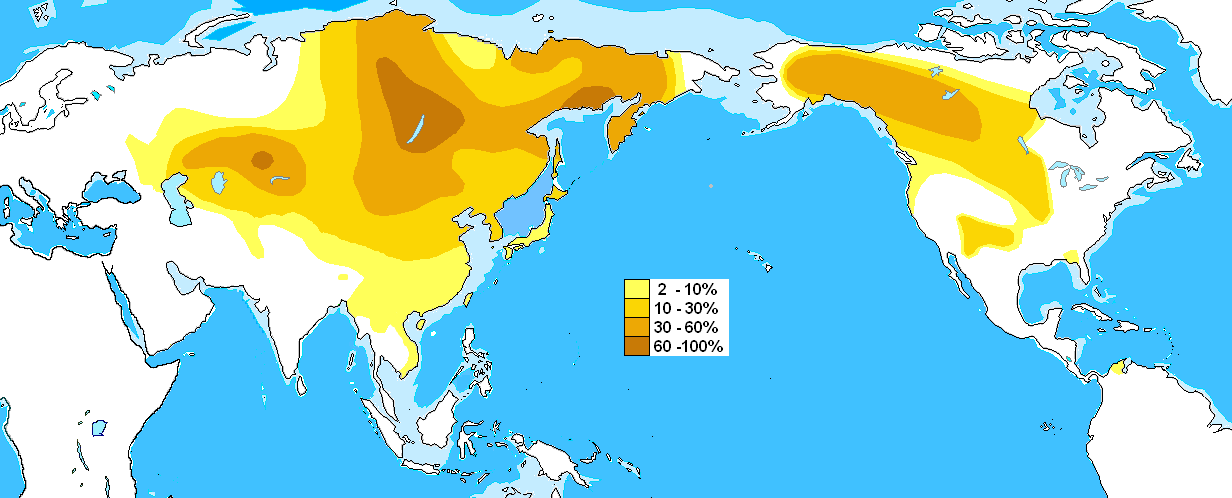
Distribució de l'haplogrup C3 en les poblacions autòctones d'Amèrica i Àsia, aquesta marca genètica apareix correlacionada a Amèrica amb l'expansió de les llengües na-dené.

El terme na-dené va ser proposat originalment per Edward Sapir per designar un conjunt de llengües presumptament emparentades que incloïen a les llengües atapascanes, al tlingit i al haida (aleshores es desconeixia l'existència de l'eyak, llengua més estretament emparentada amb l'atapascà que el tlingit). La hipòtesi que aquestes llengües podrien estar relacionades va aparèixer en el treball de Sapir de 1915 "The Na-Dene languages: A preliminary report", on descriu l'elecció del nom:
| « | The name that I have chosen for the stock, Na-dene, may be justified by reference to no. 51 of the comparative vocabulary. Dene, in various dialectic forms, is a wide-spread Athabaskan term for “person, people”; the element *-ne (*-n, *-η) which forms part of it is an old stem for “person, people” which, as suffix or prefix, is frequently used in Athabaskan in that sense. It is cognate with H. na “to dwell; house” and Tl. na “people”. The compound term Na-dene thus designates by means of native stems the speakers of the three languages concerned, besides continuing the use of the old term Dene for the Athabaskan branch of the stock. | » |

El treball modern apunta al fet que la hipòtesi de parentiu de Sapir troba vincles demostrables entre el tlingit i el grup atapascà, encara que no hi ha evidència àmpliament reconeguda per incloure en la família na-dené al haida. Posteriorment a la proposta de Sapir es va identificar l'eyak com una llengua de la família na-dené.
La primera controvèrsia sorgeix aviat amb Goddard en 1920 qui dubtava de la connexió tlingit-atapascà. Però la hipòtesi na-dené de Sapir amb la inclusió del haida va tenir un gran suport en Dell Hymes 1956, Heinz-Jürgen Pinnow des de 1958 i Greenberg 1987.
La hipòtesi Sapir va tenir el rebuig de diversos especialistes, destacant-hi Michael E. Krauss des de 1964 i Levine 1979. Tanmateix, Pinnow ha continuat presentant evidències fins i tot en publicacions més recents (2006), desenvolupant àmpliament les relacions tlingit-eyak-atapascà-haida a nivell fonològic, morfofonològic, etimològic i gramatical.

## Classificació
Les llengües na-dené segons Cook i Rice (1989) es classifiquen d'aquesta manera:
- Tlingit-atapascà-eyak
  - Tlingit
    - Tlingit 1.000 (1980);[11] 500 (1994);[12] 1.430 parlants (2000-2001)[13]

  - Atapascà-eyak
    - Eyak
      - Eyak †

    - Atapascanes
      - Atapascanes septentrionals(chipewyan, alt tanana, gwich'in, tłįchǫ (dog-rib), etc.)
      - Atapascanes de la costa del Pacífic (hupa)
      - Atapascanes meridionals (apatxe-kiowa, apatxe, navaho)
- Haida
  - Haida
    - Septentrional 45 (1995)[14]
    - Meridional 10 (1995)[15]

Són llengües tonals i aglutinants. El seu lèxic dona la màxima importància al verb, que pot ser de significat actiu o estàtic.
Com a curiositat, es pot destacar el fet que el navaho era usat pels operadors de ràdio de la infanteria de marina nord-americana durant la Segona Guerra Mundial perquè la seva complexitat gramatical el feia indesxifrable per als espies enemics.

## Parentiu amb altres famílies

### Hipòtesis dené-ienisseiana

Llengües dené-ienisseianes d'acord amb la hipòtesi de Vajda.

Alfredo Trombetti va ser el primer a proposar, en 1923, una relació entre les llengües na-dené i les llengües del Ienissei Michael Fortescue documentà les relacions entre el quet i les llengües na-dené. Merritt Ruhlen en 1998 també sostingué arguments a favor de la hipòtesi dené-ienisseiana.
En març de 2008, el professor Edward Vajda de la Western Washington University publicà un treball que resumia deu anys de recerca, basada en la morfologia verbal i en la reconstrucció de diverses protollengües, on es mostrava evidència que les llengües na-dené estan relacionades amb les llengües ienisseianes de Sibèria (Vajda 2008). Aquest treball ha estat considerat favorablement per diversos especialistes, però també ha rebut crítiques com la de Lyle Campbell, que considera encara insuficient l'evidència presentada per Vajda.
|  | Tlingit                                           |
|  |                                                   |
|  | \| \| Eyak \| \| \| \| \| \| Atabascà \| \| \| \| |
|  |                                                   |
|  | Eyak                                              |
|  |                                                   |
|  | Atabascà                                          |
|  |                                                   |

|  | Eyak     |
|  |          |
|  | Atabascà |
|  |          |

|  | Tlingit                                           |
|  |                                                   |
|  | \| \| Eyak \| \| \| \| \| \| Atabascà \| \| \| \| |
|  |                                                   |
|  | Eyak                                              |
|  |                                                   |
|  | Atabascà                                          |
|  |                                                   |

|  | Eyak     |
|  |          |
|  | Atabascà |
|  |          |

Una investigació publicada en 2014 ha aportat noves evidències sobre aquesta hipòtesi: Mark A. Sicoli i Gary Holton codificaren un conjunt de dades sobre característiques tipològiques de les llengües na-dené i ket i provaren l'ajust entre les dades i les filogènies lingüístiques, obtenint resultats que recolzen la hipòtesi d'una connexió dené-ienisseiana i que suggereixen una dispersió de la protollengua des de Beríngia, tant cap a Sibèria, com cap a Amèrica.
Per a Sicoli i Hilton les llengües ket i les de la costa pacífica norteamericana, abans de separar-se entre elles, s'haurien separat primer de les de l'interior d'Alaska i Amèrica del Nord:
|  | Llengües ienisseianes |
|  |                       |
|  | Tlingit - Eyak        |
|  |                       |
|  | Na-dené del Pacífic   |
|  |                       |

|  | Na-dené de l'Interior |
|  |                       |

|  | Llengües ienisseianes |
|  |                       |
|  | Tlingit - Eyak        |
|  |                       |
|  | Na-dené del Pacífic   |
|  |                       |

|  | Na-dené de l'Interior |
|  |                       |

### Dené-caucàsic
Una altra hipòtesi anterior, molt controvertida, és la de Joseph Greenberg qui planteja que les llengües Na-Dené es van originar en una migració específica d'Àsia a Amèrica fa 8 a 6 mil anys, diferenciada de la migració esquimoaleutiana i de la resta dels amerindis. Aquesta teoria estén la controvertida hipòtesi del lingüista rus Sergei Starostin, la família Na-Dené és part de la macrofamília dené-caucàsica.

## Descripció lingüística
Tant el primer diccionari i la primera gramàtica d'una llengua na-dené van aparèixer només a l'última meitat del segle xix. El treball de camp i la millora de la documentació de les llengües d'aquesta família va permetre establir una classificació raonable de les branques de la família, així com una reconstrucció acceptable del proto-atapascà-eyak.

### Comparació lèxica
Els numerals per a diferents llengües na-dené són:
| GLOSA | Atapascà        | Atapascà           | Atapascà      | Eyak        | Tlingit      | PROTO- NA-DENÉ |
| GLOSA | PROTO- BAB.-CAR | PROTO- PAC.-OREGON | PROTO- APATXE | Eyak        | Tlingit      | PROTO- NA-DENÉ |
| ----- | --------------- | ------------------ | ------------- | ----------- | ------------ | -------------- |
| '1'   | *ĩtɬah          | *ɬaː-              | *táɬaʼáí      | tɬ͡inhɢ-ih   | tɬʰéːxʼ      | *              |
| '2'   | *nanki          | *naːxi             | *náˑʔki       | la’d-ih     | téːχ         | *              |
| '3'   | *taq’i          | *taːɣi             | *táˑʔgi       | t’uhtɬ͡ga’   | nʌ́sʼk        | *              |
| '4'   | *tink’e         | *t’ənʧi            | *dɪ́ˑŋgi       | qAlahqa’ga’ | taːxʼúːn     | *              |
| '5'   | *s-kʷənlai      | *ʂxoːɬaʔ           | *ašdlaʼi      | ʧ’aːn'-ih   | kʰeːʧɪ́n      | *              |
| '6'   | *(i)ɬkə-taq’i   | *k’wostʰaːni       | *gostáˑn      | ʦi’iːn      | tɬʰeːtuːʃʊ́   | *              |
| '7'   |                 | *sʧet’e            | *gostsʼidi    | la’diʦ’iːn  | tʌχʔʌtuːʃʊ́   | *              |
| '8'   | *(i)ɬkə-tink’e  | *nahkantu          | *tsáˑʔpi      | q’adiʦ’iːn  | nʌsʼkʔʌtuːʃʊ́ | *              |
| '9'   |                 | *ɬanti             | *ngostʼáí     | guʦ’dæ:     | kuːʃʊ́q       | *              |
| '10'  | *hwonize(?)     | *kweneza(n)        | *goneˑznáˑn   | dAɢa:q’     | ʧɪnkaːt      | *              |